# Cyprinella xanthicara
Cyprinella xanthicara је зракоперка из реда Cypriniformes.

## Угроженост
Ова врста се сматра угроженом.

## Распрострањење
Ареал врсте је ограничен на једну државу. 
Мексико је једино познато природно станиште врсте.

## Станиште
Станиште врсте су слатководна подручја.